# 3038 Bernes
A 3038 Bernes (ideiglenes jelöléssel 1978 QB3) a Naprendszer kisbolygóövében található aszteroida. Nyikolaj Sztyepanovics Csernih fedezte fel 1978. augusztus 31-én.